# کونوالد (آلمان)
کونوالد (به آلمانی: Cunewalde) یک شهر در آلمان است که در باوتسن واقع شده‌است. کونوالد ۵٬۴۳۹ نفر جمعیت دارد.